# 県犬養東人
県犬養 東人（あがたいぬかいのあずまびと）は、新撰姓氏録、尊卑分脈などに名が見られる飛鳥時代の人物で、県犬養三千代の父とされる。官位は従四位下。県犬養氏は屯倉を守護する伴造氏族のひとつである。